# اللهجة الكوروشية
اللهجة الكوروشية ( بالبلوشية: کوروٚشی) هي أحد اللهجات من اللغة البلوشية .  ويعيش متحدثين اللهجة الكوروشية للغة البلوشية في جيوب متفرقة في مقاطعة فارس بجنوب إيران. وقد قُدر عدد المتحدثين باللهجة الكوروشية حوالي 1000 متحدث عام 2006.  وفقًا لـقاعدة بيانات لغات العالم "إثنولوج" فإن اللهجة بها 180 متحدثًا ضمن 40 إلى 50 عائلة. متحدثي اللهجة الكوروشية معزولين تمامًا عن الجزء الرئيسي من موطن البلوش بلوشستان، يتميز اللهجة الكوروشية نفسه في القواعد والمعجم بين الأصناف البلوشية. 
1. ↑  "ScriptSource - Iran". اطلع عليه بتاريخ 2023-08-21.
2. ↑  وصلة مرجع: https://web.archive.org/web/20180922070138/http://persianacademy.ir/fa/ganjifars03.aspx.
3. ↑  "إثنولوج" (بالإنجليزية). إس آي إل الدولية. Retrieved 2019-05-09.
4. ↑  Ethnologue report for Southwestern Iranian languages
5. ↑  Salami, A., 1385 AP / 2006 AD. Ganjineye guyeššenâsiye Fârs (The treasury of the dialectology of Fars). Third Volume, The academy of Persian language and literature. Archived 2010-09-26 at the واي باك مشين
6. ↑  Ethnologue Languages of the world, Koroshi
7. ↑  Borjian, H